# Макарова, Наталья Алексеевна
Ната́лья Алексе́евна Мака́рова (урожд. Неелова) — русская писательница, автор романа «Лейнард и Термилия, или Злосчастная судьба двух любовников» (M., 1784), интересного как один из ранних продуктов сентиментализма на русской почве. Язык романа Макаровой представляет переход к языку Карамзинской эпохи.